# جسیکا اسپرینگستین
جسیکا اسپرینگستین (انگلیسی: Jessica Springsteen؛ زادهٔ ۳۰ دسامبر ۱۹۹۱) سوارکار اهل ایالات متحده آمریکا است.
وی در مسابقات کشوری و بین‌المللی در مجموع برندهٔ ۱ مدال نقره شده‌است.